# Nieuwpoort (IJsselstein)
Nieuwpoort is een buurt van IJsselstein, in de Nederlandse provincie Utrecht. De wijk heeft 1000 inwoners (2023).. 
De buurt grenst met de klok mee aan de buurten Binnenstad, Hazenveld en Overwaard, Paardenveld en Benschopperpoort en Het Podium. Het orthogonale stratenpatroon van de binnenstad is in deze wijk voortgezet. De straatnamen zijn vrijwel allen genoemd naar de historische Heren van IJsselstein. Alleen de belangrijkste ontsluitingsweg van de buurt -de Mr Abbink Spainkstraat- is voornoemd naar een voormalig burgemeester van IJsselstein, Johannus Jacobus Abbink Spaink.

## Geschiedenis
Nieuwpoort is grotendeels gebouwd in de jaren 50 van de 20e eeuw en was daarmee de eerste grootschalige uitbreiding van de stad. De buurt werd gesitueerd tussen de binnenstad enerzijds en de historische Paardenlaan anderzijds. Zowel in het zuiden als het oosten van de buurt zijn in de 21e eeuw nieuwe woningen bijgebouwd. In het noorden van De buurt bevindt zich de Kloosterhof, een parkachtig gebied op het terrein van een voormalig klooster met daarop een grote kinderspeeltuin.
Stad: IJsselstein      Buurtschappen: Achtersloot · Klaphek · Knollemanshoek (deels)

Woonwijken: Centrum · Noord · West · Zuid

Woonbuurten: Binnenstad · Nieuwpoort · Groenvliet · Kasteelkwartier · Europakwartier · Oranjekwartier · IJsselveld-Oost · IJsselveld-West · IJsseloevers · Hazenveld en Overwaard · Panoven · De Hoven en De Boomgaard · De Tuinen · Het Hart · De Wereldsteden · De Rivieren · Het Staatse · Benschopperpoort en Het Podium · Achterveld-Zuid · Achterveld-West · Achterveld-Noord · Achterveld-Oost · Eiterse Waard · Landelijk gebied Noord · Landelijk gebied Zuid

Overige buurten: Rijpickerwaard · Paardenveld · Over Oudland · Industrieterrein Lage Dijk · Bedrijventerrein De Corridor
Utrecht · Plaatsen in de provincie      Nederland · Provincies · Gemeenten